# Siedem kruków
Siedem kruków (Die sieben Raben) – baśń opublikowana przez  braci Grimm w 1812 roku w ich zbiorze Baśni (tom 1, nr 25) 

## Treść[1]
Pewien mężczyzna miał siedmiu synów, ale ciągle marzył o córce. Pewnego dnia urodziła mu się dziewczynka. Dziecko było małe i słabe, więc ojciec postanowił niezwłocznie je ochrzcić. Wysłał synów po wodę do źródełka. Jednak kiedy synowie zamierzali nabrać wody, dzbanek wpadł im do  studni. Bracia bali się wrócić do domu, znając surowość ojca. Tymczasem rodzice czekali na ich powrót i nie mogli się doczekać. W końcu ojciec, który bał się, że córka umrze bez chrztu, uznał, że bracia zapomnieli o wodzie dla jakiejś zabawy. Wściekły zawołał, że chętnie zamieniłby swoich synów na kruki. Wówczas rodzice usłyszeli nad sobą trzepot skrzydeł i zobaczyli siedem lecących kruków. Zrozumieli, że wypowiedzieli klątwę, której nie da się cofnąć. Jedyną pociechą, jaka im pozostała, była ich córka. 
Tymczasem córka wyrosła na piękną dziewczynę. Nie wiedziała, że miała kiedyś braci. Pewnego dnia usłyszała rozmowę ludzi, którzy chwaląc jej urodę, obwiniają ją o tragiczny los braci. Wówczas dziewczyna opowiedziała o tym rodzicom i zapytała, czy miała braci i co się z nimi stało. Rodzice opowiedzieli jej wówczas prawdę. Choć zaklinali, by nie obwiniała siebie, dziewczyna czuła się jednak winna temu, co się stało. Postanowiła za wszelką cenę uratować braci.
Pewnej nocy wymknęła się z domu i wybrała na poszukiwanie. Dotarła aż do słońca, które jednak tak parzyło, że musiała uciekać do księżyca. Księżyc okazał się zimny i zły, tak że dziewczyna uciekła od niego także. Dotarła do gwiazd, które przyjęły ją gościnnie i poradziły, by udała się do Szklanej Góry. Tam mieszkali jej bracia. Gwiazdy ofiarowały dziewczynie kurzą stopkę do otwarcia bramy Szklanej Góry. 
Kiedy dziewczyna dotarła do bramy Szklanej Góry okazało się, że zgubiła kurzą nóżkę od gwiazd i nie mogła otworzyć drzwi. Wówczas odcięła sobie kawałek palca i włożyła go do zamka. Drzwi się otworzyły. Powitał ją maleńki karzeł, któremu wyjawiła cel swojej wizyty. Karzeł kazał jej poczekać na powrót braci-kruków, którzy byli obecnie poza domem. Sam zajął się przyrządzaniem dla nich obiadu. Kiedy kubki i talerze z jadłem były ustawione, dziewczyna skosztowała kęs z każdego talerza i upiła z każdego kubka. Do jednego z kubków upuściła obrączkę matki, którą zabrała z domu na pamiątkę. 
Wkrótce kruki przyleciały i zasiadły do stołu. Zauważyły, że ktoś pił i jadł z ich naczyń. Wtedy jeden z nich znalazł w swoim kubku obrączkę. Rozpoznał, że to obrączka ich matki, i zawołał, że ich siostra musi być tu. Wówczas dziewczynka wyszła z ukrycia i powitała braci, a oni na jej oczach zaczęli odzyskiwać ludzką postać. Po czułym powitaniu wszyscy udali się do domu.